# شعله و شبنم (فیلم ۱۹۶۱)
شعله و شبنم (به هندی: Shola Aur Shabnam) فیلمی محصول سال ۱۹۶۱ و به کارگردانی رامش سایگال است. در این فیلم بازیگرانی همچون درمندرا، تارا مهتا، آبی باتاچاریا، ویجایا لاکشمی، ام. راجان ایفای نقش کرده‌اند.